# وي شيهاو
وي شيهاو (بالصينية: 韦世豪) (ولد في 8 أبريل 1995) هو لاعب كرة قدم صيني يلعب حاليا لصالح بكين غوان في الدوري الصيني الممتاز كلاعب وسط.
حقق أول ظهور له مع المنتخب الصيني في 9 ديسمبر 2017 ضد كوريا الجنوبية في مباراة انتهت بالتعادل 2–2 حيث سجل أول هدف دولي له.

## روابط خارجية
- وي شيهاو على موقع قاعدة بيانات كرة القدم.إي يو (الإنجليزية)
- وي شيهاو على موقع ناشيونال فوتبول تيمز (الإنجليزية)
- وي شيهاو على موقع Soccerway.com (الإنجليزية)
- وي شيهاو على موقع AS.com (الإسبانية)